# 大佛寺石窟
大佛寺石窟位于中国陕西省咸阳市彬州市西部的大佛寺内，1988年被列为第三批全国重点文物保护单位。2014年6月，联合国教科文组织认定“丝绸之路：长安－天山廊道的路网”为世界文化遗产，大佛寺石窟被列入该名录，成为咸阳市第一处世界文化遗产。
大佛寺原称应福寺、庆寿寺，石窟始凿于北朝晚期，大佛洞凿于唐贞观二年（628年），宋、元、明有增凿。石窟凿于泾河南岸的山崖上，背山面水，坐南朝北，现存136窟，以大佛洞为中心，两侧有千佛洞、东石阁、罗汉洞、庆福寺、西石阁等，共有造像千余尊，碑刻题记百余处。大佛洞面宽34.5米，高28米，进深18米，洞内正中为阿弥陀佛，左右侧分立观音菩萨和大势至菩萨，其中阿弥陀佛为陕西第一大佛。大佛洞前建有明嘉靖年间重建的明镜台及护楼。